# Phaeomonilia pleiomorpha
Phaeomonilia pleiomorpha är en svampart som beskrevs av R.F. Castañeda, Heredia & R.M. Arias 2007. Phaeomonilia pleiomorpha ingår i släktet Phaeomonilia, divisionen sporsäcksvampar och riket svampar.   Inga underarter finns listade i Catalogue of Life.